# Kaitlin Bennett
Kaitlin Marie Bennett, även känd som Kent State gun girl, född 15 oktober 1995, är en amerikansk vapenrättighetsaktivist och konservativ social media-personlighet. Hon och hennes man driver en youtubekanal kallad Liberty hangout, som beskriver sig själv som ett libertarianskt medieföretag. Hon har bidragit till högerextrema konspirationsteorier och fejknyhetswebbplatsen InfoWars.